# لاكرتاميبا
لاكرتاميبا (الاسم العلمي: Lacertamoeba) هي جنيس من المتصورة، تتبع جنس متصورة.